# 신부들 (1980년 드라마)
《신부들》은 1980년 12월 25일에 방영된 KBS TV 문학관이다.

## 줄거리
사회의 그늘에서 살던 남녀 33명이 어두운 과거를 청산하고 합동결혼식을 올리게 된다. 합동결혼식 후 이들은 서해안의 외딴 섬으로 집단 이주하게 되는데 이들 중 오장철(서인석)과 한석만(이성웅)은 과거의 원한관계로 인해 반목하고 있었고, 오장철과 결혼한 최영숙(조옥희)은 서울에 두고 떠나온 과거의 애인 지철해(민욱)를 잊지 못한 관계로 그리움에 시달리고 있었다.
한편 섬에 먼저 거주하고 있던 황 목사(신구)가 어느날 교회에서 기도하는 모습을 목격한 신옥자(연운경)는...

## 출연
- 서인석 : 오장철 역
- 조옥희 : 최영숙 역
- 신구 : 황 목사 역
- 이성웅 : 한석만 역
- 연운경 : 신옥자 역
- 민욱 : 지철해 역
- 김소유
- 김하림 : 이발사 박씨 역
- 정래협
- 윤초희
- 박규식
- 김성환
- 이정란
- 장학수
- 임혁
- 박정웅
- 안성호
- 최동균
- 박해상
- 박태서
- 임영식
- 최재성
- 공경구
- 김옥이
- 조재훈
- 박시영
- 이한수
- 이나야
- 정인숙
- 나연
- 김효진